# ディーター・マン
ディーター・マン（Dieter Mann, 1941年6月20日 - 2022年2月3日）は、ドイツ、ベルリン出身の俳優である。

## 出演作品

### 映画
- 19才の頃（1968年）
- アウフ・デア・オーデル（1970年） - ナレーター
- ネイサン・デア・ワイズ（1970年）
- リトファスゾイレの中のモーリッツ（1983年）
- エグモント（1989年） - ヴィルヘルム・フォン・オラーニエン
- カスパー・ハウザー（1993年） - バロン・ヴェーデル
- ベルリン それぞれの季節（1995年） - コンラートの父
- ヒトラー 〜最期の12日間〜（2004年） - ヴィルヘルム・カイテル
- ミッテ70（2007年）
- 13セメスター（2009年） - シェーファー教授
- 最後の百万（2014年） - ギュンター

### テレビドラマ
- コロンブス64（1966年）
- Polizeiruf 110（1978年 - 1983年）
- ローザ・ロス（2002年）
- Abschnitt 40（2003年）
- タートオルト（1998年 - 2011年） - ドクター・ゲルハルト 他